# しゅう (ファッションモデル)
しゅう（2000年〈平成12年〉1月22日 - ) は、日本のファッションモデル。東京都出身。KAI Channel所属。

## 来歴

### モデル
2022年10月、日本の男性総合格闘家でYouTuberの朝倉海が運営するKAI Channelの撮影中、アルバイト先の串カツ屋で突如スカウトされた。その後、EN MERのモデルに就任。自身のInstagramのフォロワー数は一気に5万を超えた。同月にはモデルプレスにインタビューが掲載され、モデルとしての意識の高さや習慣を披露。なお、自身がスカウトされた動画がKAI Channelで配信された10月1日は偶然にも両親の結婚記念日であったと後に語っている。
2024年7月19日、韓国のYG entertainment傘下の KPLUSに所属することとなり韓国でもモデル、タレント活動を始めた。 日本での活動は今までのままで、韓国での活動はKPLUSが窓口になる。

### スタイルキープの秘訣
2022年10月に公開されたモデルプレスのインタビューでは、毎朝のプロテインの摂取、就寝前のクロモジ茶の常用を挙げていた。他にも、毎晩のパック、洗顔料を使わない洗顔の留意、肌と毛髪への徹底した管理方法を披露。加えて、自分に似合うファッションとメイクが必須であることを語っている。
KAI Channelで公開されたモデル初仕事であるEN MERの撮影では、朝倉海により顔の大きさが実測で16cmと述べられている。この事実と170cmの身長から「10頭身モデル」との呼び名が生まれたとのこと。

### 保護犬活動への夢
ファッションモデルとして成功するという夢のほかに、KAI Channelで公開された動画内にて、保護犬活動への展望を将来への夢を告白していた。実際に保護施設からお迎えした犬を3匹飼っているほか、犬のお預かりボランティアにも従事していたことを公開している。

## 出演

### モデル
- EN MER（2022年10月 - ）

### ランウェイ
- Rakuten GirlsAward 2023 AUTUMN/WINTER（2023年9月30日、幕張メッセ）[5]

### その他
- KAI Channel / 朝倉海（2022年10月 - ） - 準レギュラー
- ほのぼのかいちゃんねる（2022年10月 - 、TOKYO FM） - 準レギュラー

### ラジオ
- リリー・フランキー「スナック ラジオ」[6]（2022年6月 - ） - アルバイト女子店員